# Paul Kreft
Paul Kreft (* 21. Februar 1893 in Wertheim, Westpreußen; † 10. Dezember 1944 in Vaihingen an der Enz) war ein deutscher Politiker (KPD) und Widerstandskämpfer gegen das NS-Regime. 

## Leben
Kreft besuchte die Volksschule in Zoppot und arbeitete als Bau- und Werftarbeiter in Danzig. Von November 1917 bis Mai 1918 nahm er als Soldat am Ersten Weltkrieg teil. 1920 trat er der KPD bei. Kreft leitete  von 1924 bis 1927 die Ortsgruppe Zoppot der KPD und war dort von 1924 bis 1933 auch Stadtverordneter. Am 13. November 1927 und am 16. November 1930 wurde er in den Volkstag von Danzig gewählt (bis 1933). Unter Anton Plenikowski war Kreft zeitweise Orgleiter bzw. Kassierer der Bezirksleitung Danzig der KPD. Im Juni 1933 wurde er zu sieben Monaten Gefängnis und Anfang 1934 zu zwei Jahren und vier Monaten Zuchthaus verurteilt. Im September 1936 wurde er entlassen. 
Im Juni 1937 emigrierte Kreft nach Dänemark und wurde als politischer Flüchtling anerkannt. Er zog ins jütische Fredericia, wohin ihm auch seine Frau und seine zwei Söhne folgten. Kreft war auch im Exil weiterhin für die KPD tätig und hatte engen Kontakt zu Conrad Blenkle, Otto Brenzel, Heinrich Wiatrek und Walter Weidauer. Er leitete zeitweise die KPD-Gruppe in Jütland. 
Nach dem deutschen Überfall auf Dänemark und der Besetzung Dänemarks durch die Wehrmacht wurde Kreft am 26. Juli 1940 in Kopenhagen von der dänischen Polizei verhaftet und im Lager Horserød interniert. Im August 1941 wurde er nach Deutschland ausgeliefert. In der „Strafsache Mannbar“ nahm die Gestapoleitstelle in Hamburg neben Kreft weitere aus Dänemark überstellte Emigranten in Haft, unter ihnen Wilhelm Grünert, Karola  Kern und Liselotte Schlachcis. Die Genannten waren in der Abschnittsleitung Nord der KPD als Leiter oder Mitarbeiter tätig gewesen.
Am 11. Dezember 1942 wurde Kreft vom Zweiten Strafsenat des Hanseatischen Oberlandesgericht in Hamburg zu vier Jahren Zuchthaus verurteilt. Zunächst war Kreft in Fuhlsbüttel, dann ab April 1943 im Zuchthaus Rendsburg und ab April 1944 im Zuchthaus Brandenburg-Görden inhaftiert. Am 23. Juni 1944 wurde er von dort in die Strafanstalt Vaihingen an der Enz überführt. Hier verstarb Kreft am 10. Dezember 1944 an den Haftfolgen.